# Europese kampioenschappen schaatsen allround vrouwen
De Europese kampioenschappen schaatsen allround voor vrouwen is sinds 2017 een tweejaarlijks terugkerend Europees schaatstoernooi, van 1970 tot en met 2016 -met een zesjarige onderbreking- was het een jaarlijks toernooi.
De eerste vijf toernooien werden van 1970 tot en met 1974 verreden. Na zes jaar onderbreking van 1975 tot en met 1980, werd het zesde toernooi in 1981 georganiseerd. Tot en met de editie van 1989 werden de kampioenschappen apart van het EK voor mannen georganiseerd. Vanaf 1990 vormden beide kampioenschappen een gezamenlijk ISU-evenement dat, afhankelijk van de plaatselijke organisatie, over twee of drie dagen plaatsvond op één locatie. In 2017 werd de EK sprint (m/v) aan het 'schaatsweekend' toegevoegd en werd de frequentie tweejaarlijks, in het tussenliggende jaar worden de EK afstanden geschaatst.
Van 1970 tot en met 1982 werd er gereden in een minivierkamp (500, 1500, 1000, 3000 meter), vanaf 1983 in een kleine vierkamp (500, 3000, 1500, 5000 meter).
Vanaf de editie van 1999 is het aantal deelnemers aan de wereldkampioenschappen allround door de ISU op 24 deelnemers (voor mannen en vrouwen) vastgesteld. De startplaatsen werden voortaan per continent verdeeld. Van 1999-2014 was het EK allround bepalend voor de invulling van de Europese startplaatsen per land op het WK.

## Historie medaillewinnaars eindklassement
| Jaar | Plaats          | Goud                      | Zilver                          | Brons                          |
| --- | --------------- | ------------------------- | ------------------------------- | ------------------------------ |
| minivierkamp; Europees kampioen: winnaar van drie van de vier afstanden, anders degene met de minste totaalpunten |                 |                           |                                 |                                |
| 1970 | Heerenveen      | Nina Statkevitsj          | Stien Kaiser                    | Ans Schut                      |
| 1971 | Leningrad       | Nina Statkevitsj          | Ljoedmila Titova                | Kapitolina Seregina            |
| 1972 | Inzell          | Atje Keulen-Deelstra      | Nina Statkevitsj                | Ljoedmila Savrulina            |
| 1973 | Brandbu         | Atje Keulen-Deelstra      | Trijnie Rep                     | Nina Statkevitsj               |
| 1974 | Medeo           | Atje Keulen-Deelstra      | Nina Statkevitsj                | Tatjana Sjelechova-Rastopsjina |
| 1975-1980 kampioenschap niet verreden                                                                             |                 |                           |                                 |                                |
| 1981 | Heerenveen      | Natalja Petroeseva        | Karin Enke                      | Gabi Schönbrunn                |
| 1982 | Heerenveen      | Natalja Petroeseva        | Karin Enke                      | Natalja Sjive-Glebova          |
| vanaf 1983 kleine vierkamp                                                                                        |                 |                           |                                 |                                |
| 1983 | Heerenveen      | Andrea Mitscherlich       | Karin Enke                      | Natalja Petroeseva             |
| 1984 | Medeo           | Gabi Schönbrunn           | Valentina Lalenkova-Golovenkina | Olga Plesjkova                 |
| 1985 | Groningen       | Andrea Mitscherlich       | Yvonne van Gennip               | Sabine Brehm                   |
| 1986 | Geithus         | Andrea Mitscherlich       | Yvonne van Gennip               | Natalja Artamonova-Kurova      |
| Europees kampioen: degene met de minste totaalpunten                                                              |                 |                           |                                 |                                |
| 1987 | Groningen       | Andrea Mitscherlich       | Yvonne van Gennip               | Jacqueline Börner              |
| 1988 | Kongsberg       | Andrea Mitscherlich       | Gunda Niemann                   | Yvonne van Gennip              |
| 1989 | West-Berlijn    | Gunda Niemann             | Constanze Moser-Scandolo        | Jacqueline Börner              |
| 1990 | Heerenveen      | Gunda Niemann             | Jacqueline Börner               | Heike Schalling                |
| 1991 | Sarajevo        | Gunda Niemann             | Heike Schalling                 | Yvonne van Gennip              |
| 1992 | Heerenveen      | Gunda Niemann             | Emese Hunyady                   | Heike Schalling                |
| 1993 | Heerenveen      | Emese Hunyady             | Heike Schalling                 | Svetlana Bazjanova             |
| 1994 | Hamar           | Gunda Niemann             | Svetlana Bazjanova              | Emese Hunyady                  |
| 1995 | Heerenveen      | Gunda Niemann             | Annamarie Thomas                | Tonny de Jong                  |
| 1996 | Heerenveen      | Gunda Niemann             | Annamarie Thomas                | Claudia Pechstein              |
| 1997 | Heerenveen      | Tonny de Jong             | Gunda Niemann                   | Barbara de Loor                |
| 1998 | Helsinki        | Claudia Pechstein         | Anni Friesinger                 | Svetlana Bazjanova             |
| 1999 | Heerenveen      | Tonny de Jong             | Claudia Pechstein               | Annamarie Thomas               |
| 2000 | Hamar           | Anni Friesinger           | Gunda Niemann                   | Renate Groenewold              |
| 2001 | Baselga di Pinè | Gunda Niemann             | Claudia Pechstein               | Wieteke Cramer                 |
| 2002 | Erfurt          | Anni Friesinger           | Claudia Pechstein               | Renate Groenewold              |
| 2003 | Heerenveen      | Anni Friesinger           | Claudia Pechstein               | Renate Groenewold              |
| 2004 | Heerenveen      | Anni Friesinger           | Claudia Pechstein               | Renate Groenewold              |
| 2005 | Heerenveen      | Anni Friesinger           | Daniela Anschütz                | Claudia Pechstein              |
| 2006 | Hamar           | Claudia Pechstein         | Renate Groenewold               | Ireen Wüst                     |
| 2007 | Collalbo        | Martina Sáblíková         | Ireen Wüst                      | Renate Groenewold              |
| 2008 | Kolomna         | Ireen Wüst                | Paulien van Deutekom            | Martina Sáblíková              |
| 2009 | Heerenveen      | Claudia Pechstein         | Daniela Anschütz                | Martina Sáblíková              |
| 2010 | Hamar           | Martina Sáblíková         | Ireen Wüst                      | Daniela Anschütz               |
| 2011 | Collalbo        | Martina Sáblíková         | Ireen Wüst                      | Marrit Leenstra                |
| 2012 | Boedapest       | Martina Sáblíková         | Claudia Pechstein               | Ireen Wüst                     |
| 2013 | Heerenveen      | Ireen Wüst                | Linda de Vries                  | Diane Valkenburg               |
| 2014 | Hamar           | Ireen Wüst                | Yvonne Nauta                    | Martina Sáblíková              |
| 2015 | Tsjeljabinsk    | Ireen Wüst                | Martina Sáblíková               | Linda de Vries                 |
| 2016 | Minsk           | Martina Sáblíková         | Ireen Wüst                      | Antoinette de Jong             |
| 2017 | Heerenveen      | Ireen Wüst                | Martina Sáblíková               | Antoinette de Jong             |
| 2019 | Collalbo        | Antoinette de Jong        | Martina Sáblíková               | Francesca Lollobrigida         |
| 2021 | Heerenveen      | Antoinette de Jong        | Irene Schouten                  | Martina Sáblíková              |
| 2023 | Hamar           | Antoinette de Jong        | Ragne Wiklund                   | Marijke Groenewoud             |
| 2025 | Heerenveen      | Antoinette Rijpma-de Jong | Joy Beune                       | Ragne Wiklund                  |

## Medailleverdeling
Onderstaande klassementen zijn bijgewerkt tot en met het EK allround van 2025.
|    | Naam                 | Goud | Zilver | Brons | Totaal |
| -- | -------------------- | ---- | ------ | ----- | ------ |
| 1  | / Gunda Niemann      | 8    | 3      | 0     | 11     |
| 2  | Ireen Wüst           | 5    | 4      | 2     | 11     |
| 3  | Martina Sáblíková    | 5    | 3      | 4     | 12     |
| 4  | Anni Friesinger      | 5    | 1      | 0     | 6      |
| 5  | Andrea Mitscherlich  | 5    | 0      | 0     | 5      |
| 6  | Antoinette de Jong   | 4    | 0      | 2     | 6      |
| 7  | Claudia Pechstein    | 3    | 6      | 2     | 11     |
| 8  | Atje Keulen-Deelstra | 3    | 0      | 0     | 3      |
| 9  | Nina Statkevitsj     | 2    | 2      | 1     | 5      |
| 10 | Natalja Petroeseva   | 2    | 0      | 1     | 3      |
| 11 | Tonny de Jong        | 2    | 0      | 1     | 3      |
| 12 | Emese Hunyady        | 1    | 1      | 1     | 3      |
| 13 | Gabi Schönbrunn      | 1    | 0      | 1     | 2      |

|   | Naam                           | Goud | Zilver | Brons | Totaal |
| - | ------------------------------ | ---- | ------ | ----- | ------ |
| 1 | Nederland                      | 14   | 17     | 20    | 51     |
| 2 | Duitsland                      | 14   | 13     | 4     | 31     |
| 3 | Duitse Democratische Republiek | 8    | 6      | 5     | 19     |
| 4 | Tsjechië                       | 5    | 3      | 4     | 12     |
| 5 | Sovjet-Unie                    | 4    | 4      | 8     | 16     |
| 6 | Oostenrijk                     | 1    | 1      | 1     | 3      |
| 7 | Rusland                        | 0    | 1      | 2     | 3      |
| 8 | Noorwegen                      | 0    | 1      | 1     | 2      |
| 9 | Italië                         | 0    | 0      | 1     | 1      |

|    | Naam                       | Goud | Zilver | Brons | Totaal |
| -- | -------------------------- | ---- | ------ | ----- | ------ |
| 1  | / Gunda Niemann-Stirnemann | 28   | 10     | 6     | 44     |
| 2  | Martina Sáblíková          | 23   | 4      | 6     | 33     |
| 3  | Ireen Wüst                 | 16   | 12     | 6     | 34     |
| 4  | Andrea Mitscherlich        | 13   | 3      | 1     | 17     |
| 5  | Anni Friesinger            | 11   | 5      | 5     | 21     |
| 6  | Claudia Pechstein          | 8    | 17     | 10    | 35     |
| 7  | Antoinette Rijpma-de Jong  | 7    | 6      | 6     | 19     |
| 8  | Emese Hunyady              | 7    | 3      | 6     | 16     |
| 9  | Atje Keulen-Deelstra       | 7    | 1      | 2     | 10     |
| 10 | Natalja Petrusjova         | 6    | 2      | 1     | 9      |
| 11 | Ljudmila Titova            | 6    | 0      | 1     | 7      |
| 12 | Tonny de Jong              | 5    | 3      | 6     | 14     |
| 13 | Renate Groenewold          | 4    | 7      | 5     | 16     |
| 14 | Nina Statkevitsj           | 4    | 7      | 0     | 11     |
| 15 | Karolína Erbanová          | 4    | 1      | 0     | 5      |
| 16 | Ragne Wiklund              | 4    | 0      | 2     | 6      |
| 17 | Karin Enke                 | 3    | 5      | 2     | 10     |
| 18 | Annamarie Thomas           | 3    | 5      | 3     | 11     |
| 19 | Yvonne van Gennip          | 3    | 4      | 4     | 11     |
| 20 | Gabi Schönbrunn            | 3    | 4      | 3     | 10     |

## Kampioenschapsrecords
| Onderdeel       | schaatsster               | Land      | Tijd/Punten | Datum              | Baan       |
| --------------- | ------------------------- | --------- | ----------- | ------------------ | ---------- |
| 500 meter       | Antoinette Rijpma-de Jong | Nederland | 38,50       | 11 januari 2025    | Heerenveen |
| 1500 meter      | Joy Beune                 | Nederland | 1.54,60     | 12 januari 2025    | Heerenveen |
| 3000 meter      | Irene Schouten            | Nederland | 3.57,95     | 16 januari 2021    | Heerenveen |
| 5000 meter      | Ragne Wiklund             | Noorwegen | 6.50,81     | 12 januari 2025    | Heerenveen |
| Kleine vierkamp | Antoinette Rijpma-de Jong | Nederland | 159.211     | 11-12 januari 2021 | Heerenveen |

Afgeschafte onderdelen
| Onderdeel     | schaatsster        | Land        | Tijd/Punten | Datum              | Baan       |
| ------------- | ------------------ | ----------- | ----------- | ------------------ | ---------- |
| 1000 meter    | Natalja Petrusjova | Sovjet-Unie | 1.23,36     | 23 januari 1982    | Heerenveen |
| Mini vierkamp | Natalja Petrusjova | Sovjet-Unie | 173.386     | 23-24 januari 1982 | Heerenveen |

## Statistieken

### Organiserende ijsbanen
| IJsbaan                        | Plaats          | Type                                      | Aantal | Jaren |
| ------------------------------ | --------------- | ----------------------------------------- | ------ | --- |
| Thialf                         | Heerenveen      | Onoverdekt, kunstijs Overdekt, kunstijs 0 | 415 0  | 1970, 1981, 1982, 19831990, 1992, 1993, 1995, 1996, 1997, 1999, 2003, 2004, 2005, 2009, 2013, 2017, 2021, 2025 |
| Vikingskipet                   | Hamar           | Overdekt, kunstijs                        | 6      | 1994, 2000, 2006, 2010, 2014, 2023                                                                             |
| Arena Ritten                   | Collalbo        | Onoverdekt, kunstijs                      | 3      | 2007, 2011, 2019                                                                                               |
| Medeo                          | Alma-Ata        | Onoverdekt, natuurijs                     | 2      | 1974, 1984 |
| IJsstadion Stadspark           | Groningen       | Onoverdekt, kunstijs                      | 2      | 1985, 1987 |
| Kometa                         | Kolomna         | Overdekt, kunstijs                        | 2      | 2008, 2018 |
| Petrovski                      | Leningrad       | Onoverdekt, natuurijs                     | 1      | 1971 |
| Ludwig Schwabl Stadion         | Inzell          | Onoverdekt, kunstijs                      | 1      | 1972 |
| Rosendalsbanen                 | Brandbu         | Onoverdekt, natuurijs                     | 1      | 1973 |
| Oude Furumo Stadion            | Geithus         | Onoverdekt, natuurijs                     | 1      | 1976 |
| Kongsberg idrettspark          | Kongsberg       | Onoverdekt, natuurijs                     | 1      | 1988 |
| Horst-Dohm-Stadion             | Berlijn         | Onoverdekt, kunstijs                      | 1      | 1989 |
| Zetra Ice Rink                 | Sarajevo        | Onoverdekt, kunstijs                      | 1      | 1991 |
| Oulunkylä                      | Oulunkylä       | Onoverdekt, kunstijs                      | 1      | 1998 |
| Circolo Pattinatori Pinè       | Baselga di Pinè | Onoverdekt, kunstijs                      | 1      | 2001 |
| Gunda Niemann-Stirnemann Halle | Erfurt          | Overdekt, kunstijs                        | 1      | 2002 |
| Városligeti Müjégpálya         | Boedapest       | Onoverdekt, kunstijs                      | 1      | 2012 |
| Uralskaja Molnija              | Tsjeljabinsk    | Overdekt, kunstijs                        | 1      | 2015 |
| Minsk Arena                    | Minsk           | Overdekt, kunstijs                        | 1      | 2016 |

### Organiserende landen
| Land        | Aantal | Jaren |
| ----------- | ------ | --- |
| Nederland   | 21     | 1970, 1981, 1982, 1983, 1985, 1987, 1990, 1992, 1993, 1995, 1996, 1997, 1999, 2003, 2004, 2005, 2009, 2013, 2017, 2021, 2025 |
| Noorwegen   | 9      | 1973, 1986, 1988, 1994, 2000, 2006, 2010, 2014, 2023                                                                         |
| Italië      | 4      | 2001, 2007, 2011, 2019 |
| Sovjet-Unie | 3      | 1971, 1974, 1984 |
| Duitsland   | 3      | 1972, 1989, 2002 |
| Rusland     | 3      | 2008, 2015, 2018 |
| Joegoslavië | 1      | 1991 |
| Finland     | 1      | 1998 |
| Hongarije   | 1      | 2012 |
| Wit-Rusland | 1      | 2016 |